# Philip Melanchthon
Philip Melanchthon (Philippus Melanchthon) (/məˈlæŋkθən/; 16 tháng 2 năm 1497 – 19 tháng 4 năm 1560), tên khai sinh Philipp Schwartzerdt (tiếng Đức: [ˈʃvaɐ̯ts.eːɐt]), là một nhà cải cách cùng với Martin Luther, nhà thần học hệ thống đầu tiên và lãnh đạo trí tuệ của Cải cách Tin Lành, và một nhà thiết kế có ảnh hưởng của hệ thống giáo dục. Cùng với Luther và Calvin, ông là một nhà cải cách, lý thuyết gia, và người tạo gốc rễ cho Kháng cách. Cùng với Luther, ông là người lập ra Giáo hội Luther. 
Cả hai đều lên án những gì họ tin là sự tôn sùng quá mức của các thánh, khẳng định biện minh bởi đức tin, và lên án sự cưỡng chế của lương tâm trong bí tích sám hối của Giáo hội Công giáo Rôma, điều mà họ không tin có thể cung cấp sự chắc chắn cứu rỗi. Họ đều từ chối biến đổi bản chất, vốn là niềm tin rằng bánh mì từ Tiệc Ly của Chúa trở thành cơ thể của Chúa Kitô khi thánh hiến. Melanchthon đã tách biệt rõ ràng pháp luật và phúc âm và biến nó thành công thức trung tâm cho tầm nhìn sâu sắc của Tin lành Luther. Dùng từ "quy luật", ông có hàm nghĩa là yêu cầu của Thiên Chúa cả trong Cựu và Tân Ước; các "phúc âm" có nghĩa là sự ban ân điển qua đức tin vào Jesus Christ.

## Sách tiểu sử
- Andreatta, Enrico: Lutero e Aristotele. Padova 1996.
- Bagchi, David, and David C. Steinmetz (eds.): The Cambridge Companion to Reformation Theology. (2004) excerpt and text search
- Birnstein, Uwe: Der Humanist. Was Philipp Melanchthon Europa lehrte. Berlin, 2010.
- Cuttini, Elisa: Unità e pluralità nella tradizione europea della filosofia pratica di Aristotele. Girolamo Savonarola, Pietro Pomponazzi e Filippo Melantone. Catanzaro: Rubbettino, 2005.
- DeCoursey, Matthew. "Continental European Rhetoricians, 1400-1600, and Their Influence in Renaissance England." — British Rhetoricians and Logicians, 1500–1660, First Series. DLB 236. Detroit: Gale, 2001, pp. 309–343.
- Irene Dingel, Robert Kolb, Nicole Kuropka, Philip Melanchthon: Theologian in Classroom, 2012.
- Estes, James M.: "The Role of Godly Magistrates in the Church: Melanchthon as Luther's Interpreter and Collaborator." — Church History Vol. 67, No. 3 (Sep., 1998), pp. 463–483 JSTOR.
- Fuchs, Thorsten: Philipp Melanchthon als neulateinischer Dichter in der Zeit der Reformation. Tübingen, Narr, 2008.
- Graybill, Gregory B.: Evangelical Free Will: Philipp Melanchthon's Doctrinal Journey on the Origins of Faith. Oxford: Oxford University Press, 2010.
- Jung, Martin H.: Philipp Melanchthon und seine Zeit (Goettingen, 2010).
- Kien, O.: "Melanchthon, Philipp," in New Schaff-Herzog Encyclopedia of Religious Knowledge, (1911) online edition vol 7 pp 279-86. (This is the base for most of this Wikipedia article.)
- Kusukawa, Sachiko: The Transformation of Natural Philosophy: the case of Philip Melanchthon, Ideas in Context. Cambridge: Cambridge University Press, 1995.
- Laitakari-Pyykkö, Anja-Leena: Philip Melanchthon’s Influence on English Theological Thought During the Early English Reformation. Dissertation. University of Helsinki, 2013. ISBN 978-952-10-9447-7. 978-952-10-9448-4 On-line version. Lưu trữ ngày 19 tháng 7 năm 2011 tại Wayback Machine
- Karl Friedrich Ledderhose, The Life of Philip Melanchthon, translated from the German by the Rev. G.F. Krotel, Philadelphia, 1855.
- Mack, Peter: A History of Renaissance Rhetoric 1380-1620, New York: Oxford University Press, 2011 (Chapter 6: The Age of Melanchthon, pp. 104–135).
- Maag, Karin Y. Melanchthon in Europe: His Work and Influence beyond Wittenberg (1999) excerpt and text search
- Manschreck, Clyde L. Melanchthon: The Quiet Reformer (1958).
- Meerhoff, Kees: "The Significance of Philip Melanchthon's Rhetoric in the Renaissance," Renaissance Rhetoric. Ed. Peter Mack. New York: St. Martin's Press, 1994, pp. 46–62.
- Rogness, Michael: Philip Melanchthon: Reformer without Honor. (1969).
- Scheible, Heinz: "Melanchthon, Philipp." — The Oxford Encyclopedia of the Reformation. Ed. Hans J. Hillerbrand. (1996) online at OUP
- Schofield, John: Philip Melanchthon and the English Reformation. Aldershot, Ashgate, 2006. (St Andrews Studies in Reformation History).
- Scheible, Heinz: "Luther and Melanchthon". Lutheran Quarterly 4 (1990), pp. 317–339
- Smith, Preserved: The Life and Letters of Martin Luther. (1911) complete edition online free
- John Schofield, Philip Melanchthon and the English Reformation, 2006.
- Samuel Leigh Sotheby, Observations Upon the Handwriting of Philip Melanchthon, 1839.
- Servetus, Michael, translated by Marian Hillar and Christopher A. Hoffman "Regarding the Mystery of the Trinity and the Teaching of the Ancients to Philip Melanchthon and his Colleagues," The Edwin Mellen Press, 2015.
- Stupperich, Robert, and Robert H Fischer. Melanchthon: The Enigma of the Reformation (2006)
- Wengert, Timothy: Human Freedom, Christian Righteousness: Philip Melanchthon's Exegetical Dispute with Erasmus of Rotterdam. New York: Oxford University Press, 1997.
- Wengert, Timothy: Philip Melanchthon (1497–1560) and the Commentary. Sheffield Academic Press, 1997.

## Sách tham khảo
- This article incorporates text from a publication now in the public domain: Gilman, D. C.; Thurston, H. T.; Colby, F. M., eds. (1905)."Melanchthon". New International Encyclopedia 13 (1st ed.).New York: Dodd, Mead. pp. 285–286.
- [./File:PD-icon.svg ] This article incorporates text from a publication now in the public domain: Jackson, Samuel Macauley, ed. (1910)."Melanchthon, Philipp". New Schaff–Herzog Encyclopedia of Religious Knowledge 7 (third ed.).London and New York: Funk and Wagnalls. pp. 279–286. 
  - Wikipedia started from the public domain version reprinted by the Christian Classics Ethereal Library.